# 32-й армейский корпус (Российская империя)
32-й армейский корпус — общевойсковое соединение (армейский корпус) Русской императорской армии. Образован 3 апреля 1915 года.

## Командиры
- 03.04.1915-04.06.1917 — генерал-лейтенант (с 25.08.1916 генерал от инфантерии) Федотов, Иван Иванович
- 23.06.1917-? — генерал-лейтенант Сарафов, Иван Константинович

Участие в боевых действиях
Корпус - участник Заднестровской операции 26 апреля - 2 мая 1915 г. и Битвы за Волынь в июле 1916 г.